# Chrysobothris ignicollis
Chrysobothris ignicollis är en skalbaggsart som beskrevs av Horn 1885. Chrysobothris ignicollis ingår i släktet Chrysobothris och familjen praktbaggar. Inga underarter finns listade i Catalogue of Life.